# Wacław Piekarski (1917–2005)
Wacław Piekarski (ur. 2 września 1917 w Seroczynie, zm. 4 czerwca 2005 w Warszawie) – doktor nauk technicznych, kapitan saperów Wojska Polskiego, dowódca saperów Obwodu AK Sokołów Podlaski i kierownik referatu saperów Sztabu Obwodu, historyk okresu wydarzeń II wojny światowej.

## Życiorys
W 1936 ukończył gimnazjum im. Bolesława Prusa w Siedlcach. We wrześniu 1936 w wyniku egzaminu konkursowego przyjęty do Szkoły Podchorążych Saperów w Warszawie.
23 marca 1939 w czasie mobilizacji powołany do 9 Baonu Saperów w Brześciu. We wrześniu  1939 brał udział w walkach na Pomorzu w szeregach 9 Dywizji Piechoty w rejonie Borów Tucholskich.
W czasie okupacji należał do ZWZ-AK i był dowódcą saperów Obwodu AK Sokołów Podlaski.
W 1948 ukończył studia na Wydziale Inżynierii Lądowej Politechniki Warszawskiej. W 1958 uzyskał w PAN tytuł doktora nauk technicznych. Ukończywszy pracę zawodową w 1982, poświęcił wiele czasu na dokumentowanie i opisywanie wydarzeń okresu II wojny światowej, głównie rejonu Podlasia.
Pochowany na Cmentarzu Bródnowskim w Warszawie.

## Publikacje
- 1994: Obwód Armii Krajowej Sokołów Podlaski. 1944–1945. Sęp, Proso. Obwodowy Patrol Żandarmerii, Zakład Poligraficzny EVITOM, 1994
- 1997: Obwód Armii Krajowej Sokołów Podlaski. 1939–1944. Sęp, Proso, wydanie III, ACAD, 2012